# Patrick Nkoa
Salomon Patrick Amougou Nkoa (* 11. Juli 1999 in Yaoundé) ist ein kamerunischer Fußballspieler, der als Verteidiger eingesetzt wird.

## Karriere
Nkoa wuchs in Kamerun auf und spielte zunächst lediglich als Straßenfußballer. Erst 2018 trat er in Frankreich einem Verein bei. 2020 erhielt er ein Studienstipendium und zog für sein Informatik-Studium an der Ruhr-Universität Bochum nach Deutschland. In Bochum schloss er sich dem siebtklassigen Landesligisten Schwarz-Weiß Wattenscheid 08 an.
Im Jahr 2021 wechselte er zum FC Rot-Weiß Erfurt in die Oberliga Nordost und erhielt einen Vertrag bis 2024. In der ersten Saison absolvierte er 25 Ligaspiele und stieg mit den Thüringern in die semiprofessionelle Regionalliga Nordost auf. In der Saison 2022/23 bestritt er alle 34 Ligaspiele und galt als Leistungsträger der Erfurter, die die Spielzeit auf dem 3. Platz abschlossen.
Zur Zweitliga-Saison 2023/24 verpflichte Hansa Rostock den Kameruner, ursprünglich bis 2027. Er wurde allerdings in der gesamten Saison bei den Profis nicht eingesetzt. Zu seinem ersten Einsatz für die Nordostdeutschen kam er in der Regionalliga Nordost, als er am 27. August 2023 im Heimspiel der zweiten Mannschaft gegen den Berliner AK auflief, das Dank seines Tores mit 1:1 endete. Am Saisonende stieg er mit der Mannschaft als Tabellenvorletzter in die Oberliga ab. Im Juni 2024 wurde der Vertrag auf Wunsch Nkoas vorzeitig aufgelöst.
Zur Spielzeit 2024/25 wechselte Nkoa zum Drittliga-Aufsteiger Alemannia Aachen, doch erhielt er zunächst keine neue Aufenthaltsgenehmigung. Erst Ende August 2024 konnte ihn die Alemannia ordentlich unter Vertrag nehmen. Er debütierte schließlich am 29. September 2024 beim Auswärtsspiel gegen Dynamo Dresden (0:0) im Profifußball. Nach der Saison 2024/25 wurde er vom Kicker in die Elf der Saison berufen. Im Sommer 2025 endete sein Engagement bei den Aachenern.
Anschließend war der Schweizer Erstligist FC Winterthur an einer Verpflichtung Nkoas interessiert, jedoch scheiterte dies im August 2025 an der verweigerten Aufenthaltserlaubnis.

## Erfolge
- Meister Oberliga Nordost: 2022 mit Rot-Weiß Erfurt
- Aufstieg in die Regionalliga Nordost: 2022 mit Rot-Weiß Erfurt